# Fantasy Island
Fantasy Island (no Brasil e Portugal, A Ilha da Fantasia) é uma série de televisão produzida por Aaron Spelling e Leonard Goldberg de 1978 a 1984. Ganhou em 1998 uma nova versão, com apenas meia temporada.
No Brasil, foi exibida na Rede Globo e na Rede Manchete. Em dezembro de 2020, foi anunciado um reboot da série situado nos dias atuais, autorizado pela Fox. O projeto foi idealizado pela dupla Liz Craft e Sarah Fain, responsáveis por The 100, e a produção será realizada pela Sony Pictures Television e pela Gemstone Studios.

## Trama
A série conta a história de uma ilha paradisíaca onde qualquer desejo pode ser realizado. O anfitrião dessa ilha é o senhor Roarke, juntamente com seu auxiliar, o pequeno Tattoo.

## Elenco
- Ricardo Montalbán - Sr. Roarke (1978-1984)
- Hervé Villechaize - Tattoo (1978-1984)
- Kimberly Beck - Cindy (1978-1979)
- Wendy Schaal - Julie (1980-1982)
- Christopher Hewett - Lawrence (1983-1984)

## No Brasil
Foi apresentada pela Rede Globo na década de 1980, no horário nobre e depois na Sessão Aventura. Em 1987 estreou na TV Manchete, sendo exibido diariamente às 19h30. Entre os anos de 1989 e 1991 foi apresentada nas madrugadas da Manchete até desaparecer da programação da emissora. Em 2004, depois de longa ausência na TV brasileira, a série voltou a ser exibida pela Rede 21 e pelo canal TCM diariamente. Também foi exibida pela Rede Brasil de Televisão e pela Ulbra TV.

## Em Portugal
A série passou na RTP em meados dos anos 1980, na versão original (com legendas). Também já foi exibida na RTP Memória, na mesma versão.